# Kaldonta
Koordinati:   44°38′08″N, 14°27′27″E
Kaldonta je  zaliv na otoku Cresu (Hrvaška).
Kaldonta leži nasproti Nerezin v Lošinjskem kanalu na jugozahodni obali Cresa, jugovzhodno od Osorja. Zaliv je globok  250 in na ustju širok okoli 100 metrov. Na začetku zaliva je ribogojnica. V zalivu je varno sidranje tudi kadar piha jugo. V bližini, nedaleč stran od Osorja, sta še dva lepa plitva zaliva: Jaz in Sonte. 